# Pune FC

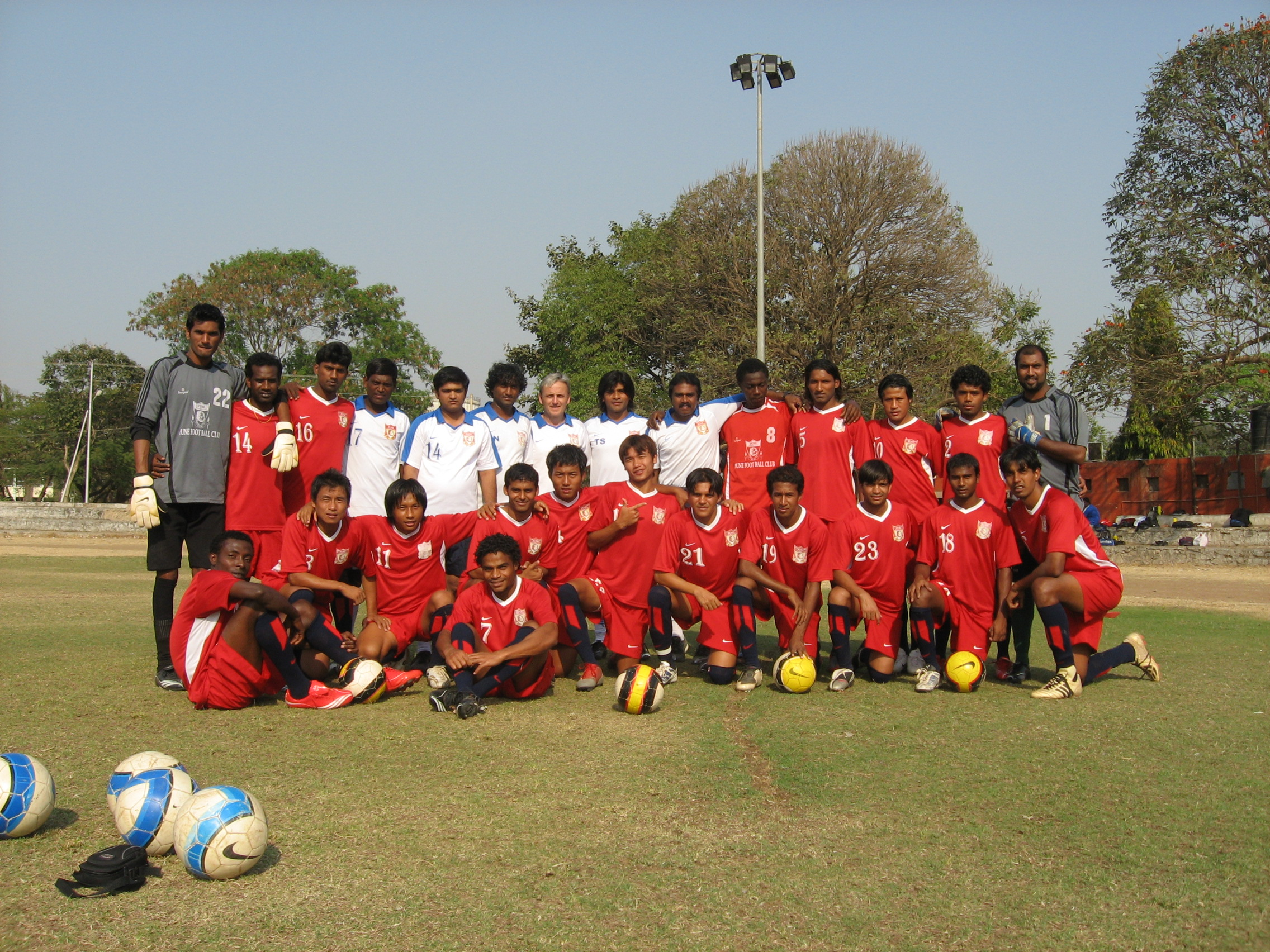
Teamfoto, mei 2008

Pune Football Club of Pune FC is een voetbalclub uit de stad Pune in India. De club komt uit in de I-League, India's hoogste voetbaldivisie. De club werd in 2007 opgericht en promoveerde al in 2009 naar het hoogste niveau. De voornaamste rivaal is Mumbai FC, eveneens afkomstig uit Maharashtra. Dat is een van de staten in India. In het seizoen 2013/14 was de Nederlander Mike Snoei hoofdtrainer bij Pune FC.

## Bekende spelers
- Calum Angus
- Lester Fernandez
- Gurjinder Kumar
- Riga Mustapha
- Mirjan Pavlović
- Ryuji Sueoka

## Spelers
- Lijst van spelers van Pune FC

Aizawl F.C. · SC Bengaluru · Churchill Brothers · 
Delhi FC · Dempo · Gokulam Kerala · Inter Kashi · Namdhari FC · Rajasthan FC · Real Kashmir · Shillong Lajong · Sreenidi Deccan